# UFC 261
UFC 261: Usman vs. Masvidal 2 è stato un evento di arti marziali miste tenuto dalla Ultimate Fighting Championship il 24 aprile 2021 alla VyStar Veterans Memorial Arena di Jacksonville, negli Stati Uniti.

## Risultati
|                                        | Divisione             |                        |                 |                  | Metodo                                      | Round           | Tempo           | Premio          |
| Card Principale                        | Card Principale       | Card Principale        | Card Principale | Card Principale  | Card Principale                             | Card Principale | Card Principale | Card Principale |
| -------------------------------------- | --------------------- | ---------------------- | --------------- | ---------------- | ------------------------------------------- | --------------- | --------------- | --------------- |
| Sfida valida per il titolo di campione | Pesi welter           | Kamaru Usman (c)       | batte           | Jorge Masvidal   | KO (pugno)                                  | 2               | 1:02            | POTN            |
| Sfida valida per il titolo di campione | Pesi paglia femminili | Rose Namajunas         | batte           | Zhang Weili (c)  | KO (calcio alla testa)                      | 1               | 1:18            | POTN            |
| Sfida valida per il titolo di campione | Pesi mosca femminili  | Valentina Ševčenko (c) | batte           | Jéssica Andrade  | KO tecnico (gomitate)                       | 2               | 3:19            |                 |
|                                        | Pesi medi             | Uriah Hall             | batte           | Chris Weidman    | KO tecnico (infortunio alla gamba)          | 1               | 0:17            |                 |
|                                        | Pesi mediomassimi     | Anthony Smith          | batte           | Jimmy Crute      | KO tecnico (stop medico)                    | 1               | 5:00            |                 |
| Card Preliminare                       |                       |                        |                 |                  |                                             |                 |                 |                 |
|                                        | Pesi welter           | Randy Brown            | batte           | Alex Oliveira    | Sottomissione (rear-naked choke)            | 1               | 2:50            |                 |
|                                        | Pesi welter           | Dwight Grant           | batte           | Stefan Sekulić   | Decisione non unanime (28–29, 29–28, 29–28) | 3               | 5:00            |                 |
|                                        | Pesi medi             | Brendan Allen          | batte           | Karl Roberson    | Sottomissione (ankle lock)                  | 1               | 4:55            |                 |
|                                        | Pesi piuma            | Patrick Sabatini       | batte           | Tristan Connelly | Decisione unanime (30–27, 29–28, 29–28)     | 3               | 5:00            |                 |
|                                        | Pesi gallo            | Danaa Batgerel         | batte           | Kevin Natividad  | KO tecnico (pugni)                          | 1               | 0:50            |                 |
|                                        | Pesi leggeri          | Rodrigo Vargas         | batte           | Rong Zhu         | Decisione unanime (30–26, 29–28, 29–28)     | 3               | 5:00            |                 |
|                                        | Pesi mosca            | Jeff Molina            | batte           | Qileng Aori      | Decisione unanime (29–28, 29–28, 29–27)     | 3               | 5:00            | FOTN            |
|                                        | Pesi paglia femminili | Ariane Carnelossi      | batte           | Na Liang         | KO tecnico (pugni)                          | 2               | 1:28            |                 |

## Premi
I lottatori premiati ricevettero un bonus di 50.000 dollari.
Legenda:
- FOTN: Fight of the Night (vengono premiati entrambi gli atleti per il miglior incontro dell'evento)
- POTN: Performance of the Night (viene premiato il vincitore per la migliore performance dell'evento)